# Hrútafell
Hrútafell är ett berg i republiken Island. Det ligger i regionen Suðurland, 120 km nordost om huvudstaden Reykjavík. Toppen på Hrútafell är 1 396 meter över havet, och täckt av is.
Hrútafell är den högsta punkten i trakten. Trakten runt Hrútafell är nära nog obefolkad, med mindre än två invånare per kvadratkilometer. Det finns inga samhällen i närheten. Trakten runt Hrútafell består i huvudsak av gräsmarker.